# ヤコウタケ
ヤコウタケ（夜光茸、学名：Mycena chlorophos）は、ハラタケ目- クヌギタケ科- クヌギタケ属 (Mycena) に分類されるキノコ。

## 呼称

### 学名
属名 Mycenaは古代ギリシア語: μύκης「キノコ」、種小名 chlorophos は古代ギリシア語: χλωρος （chlōros） 「緑色の」および φως （phōs） 「光」を合成したもので、緑色に発光する本種の特徴を表している。なお、属名はもともとは、同属の模式種であるクヌギタケ(en) に対して命名されたものである。

### 別名
小笠原諸島では方言的俗称で、グリーンペペ（欧字表記［英語］：green pepe）とも呼ばれ、観光用および流通名として用いられている。

## 生物的特徴
ミクロネシア、ポリネシア、東南アジアの亜熱帯地域を中心に、台湾や日本にも分布する。日本では小笠原諸島や八丈島を主な自生地とし、仙台以南の太平洋側地域に分布が見られる。青森県内（弘前市、深浦町）でもヤコウタケと推測されるキノコの自生が確認されている。
ブナやナラ等の広葉樹の枯幹（枯れ木の幹）や枝、シンノウヤシやビロウなどのヤシ科の木や竹の枯幹や枝に発生し、多くは群生する（日本では梅雨の時期から夏にかけて発生）。日本では広島市の広島市植物公園にて、2009年（平成21年）9月12日、ヤコウタケの発生に成功した。現在は栽培キットが販売されている。
傘の直径1-3cm程度の小さなキノコであり、柄は長く伸びる。傘・柄ともに白色に近い至極淡い灰色である。表面は強い粘性を持つゼラチン質の液で覆われている。
傘や襞（ひだ）の部位に強い発光性を有するキノコ。世界の発光性キノコの中でもとりわけ光が強い。日本では最も明るく発光するキノコとされている。世界一と紹介される場合も多い。10個程度集めれば小さな文字も読めるほどに明るい。また、子実体1つあたりの寿命はわずか3日程度と短命である。
毒性検査の結果、毒性は認められないが、水っぽくかび臭いため食用には適さない。したがって学術研究以外での用途は観賞のみといえる。
また、ヤコウタケが光る原理を名古屋大学大学院が発見。ヒスピジンとヤコウタケに含まれる酵素が反応して光ることが発見された。